# Sergiusz Sterna-Wachowiak
Sergiusz Sterna-Wachowiak (pseudonimy SSW, Konrad Surgeński, Paweł Hetmański, ur. 18 lipca 1953 w Lesznie) – polski poeta, prozaik, eseista, krytyk literacki, tłumacz, edytor, autor scenariuszy teatralnych, radiowych i telewizyjnych. Od czerwca 2008 do czerwca 2017 prezes Stowarzyszenia Pisarzy Polskich.

## Dzieciństwo i wykształcenie
Syn poety i tłumacza literatury niemieckiego obszaru językowego Eugeniusza Wachowiaka i Janiny z Hetmańskich, ekonomistki. Lata 1961–1972 spędził we Wschowie, gdzie ukończył I Liceum Ogólnokształcące im. Tomasza Zana. Absolwent filologii polskiej Uniwersytetu im. Adama Mickiewicza w Poznaniu (1977), studiował trybem indywidualnym także wybrane zagadnienia filozofii, historii sztuki i historii kultury (1973–1977). Podczas studiów był przewodniczącym Koła Naukowego Historyków i Teoretyków Literatury UAM (1973–1977), inicjatorem i redaktorem naczelnym niezależnej mówionej gazety uniwersyteckiej „Struktury II” (1975–1977) oraz kierownikiem literackim studenckiego Teatru „Maya”.
Od 1972 mieszka i tworzy w Poznaniu, od 2000 w Suchym Lesie, na Moraskiej Górze.

## Twórczość literacka i krytyka
Jako poeta i krytyk literacki debiutował w roku 1971 na łamach „Nadodrza” i „Życia Literackiego”. Współpracownik czasopism literackich, stały współpracownik „Twórczości” (1974–1981), członek kolegium redakcyjnego „Integracji” (Warszawa 1980–1981).
Recenzent warszawskich „Nowych Książek”, współzałożyciel i redaktor „Gazety Malarzy i Poetów” w Poznaniu, członek rady redakcyjnej „Przeglądu Powszechnego” w Warszawie, stały współpracownik „Akcentu” w Lublinie. Współpracownik stowarzyszenia Stuttgarter Schriftstellerhaus w Badenii-Wirtembergii, Guardini Forum w Berlinie, członek Else-Lasker-Schüler-Gesellschaft w Wuppertalu. Juror Fundacji Nelly i Władysława Turzańskich w Toronto, współpracownik Polskiego Funduszu Wydawniczego w Kanadzie. Członek Rady Programowej Telewizji Polskiej w Poznaniu i Rady Programowej poznańskiej Biblioteki Raczyńskich. Inicjator, współautor, redaktor i wydawca serii eseistycznych „Tropami pisarzy na Kresach zachodnich”, „Wielkopolski Parnas literacki” oraz „Pasaże i palisady”, kieruje wydawnictwem Stowarzyszenia Pisarzy Polskich w Poznaniu, redagując m.in. serię książek poetyckich (Else Lasker-Schüler, Johannes Poethen, Anna Kwietniewska, Mariusz Rosiak, Roman Chojnacki, Mateusz Marczewski, Andrzej Ogrodowczyk, Emilia Waśniowska, Tadeusz Żukowski, Christoph Lippelt, Wojciech Gawłowski, Maciej Rembarz, Teresa Tomsia, Jerzy Grupiński, Roman Bąk, Jan Kasper).
Opublikował wiersze, fragmenty prozy, eseje, szkice, rozprawy, recenzje, przekłady i studia historyczno- i krytycznoliterackie na łamach między innymi „Nadodrza”, „Twórczości”, „Odry”, „Akcentu”, „Poezji”, „Nurtu”, „Miesięcznika Literackiego”, „Życia Literackiego”, „Faktów”, „Liter”, „Integracji”, „Podpunktu”, „Zza kulis”, „Obecności”, „Czasu Kultury”, „Nowego Życia”, „Ruchu Literackiego”, „Gazety Malarzy i Poetów”, „Arkusza”, „Kresów”, „Tygla Kultury”, „Pro Libris”, „Tytułu”, „Pogranicz”, „Przeglądu Powszechnego”, „Nowych Książek”, „Toposu”, „Stron”, w czasopismach „Trigon” (Berlin), „Moznaim”, „Wiesti. Okna” (Tel Awiw), „Wiecker Bote” (Greifswald), „Slovo” (Sarajewo), „Hitel”, „Magyar Napló” (Budapeszt), „Staroje Literaturnoje Obozrenije” (Moskwa), „Dokořán” (Praga), „Literaturen Wiestnik” (Sofia) oraz w krajowych i zagranicznych antologiach, tomach zbiorowych i programach teatralnych. Jego twórczość była przekładana na język niemiecki, angielski, francuski, rosyjski, hebrajski, węgierski, serbsko-chorwacki, czeski i bułgarski.

## Twórczość teatralna i telewizyjna
Autor programów telewizyjnych (m.in. cyklicznych programów Telewizji Polskiej w Poznaniu „Słowa i sensy” oraz „Światło z popiołu” i telewizyjnych reportaży literackich „Opowieść o cynowym raju. Leonie Ossowski w Osowej Sieni” oraz „Ach, ty stara ziemio. Johannes Poethen, poeta niemiecko-greckiego pogranicza kultur”). Autor sztuk teatralnych „Opłatki polskie” (we współautorstwie z Milanem Kwiatkowskim, reżyseria Jan Skotnicki, prapremiera 23 grudnia 1988 w Teatrze Nowym w Poznaniu) oraz „I to mi zostało...” (monodram Krystyny Feldman, reżyseria Robert Gliński, prapremiera 16 grudnia 2006 w Teatrze Nowym im. Tadeusza Łomnickiego w Poznaniu). Współpracownik, recenzent wewnętrzny i autor esejów programowych poznańskiego Teatru Nowego (1980–1999), w roku 1999 objął fotel kierownika literackiego i dramaturga Teatru Nowego im. Tadeusza Łomnickiego w Poznaniu, gdzie pracował do 2009 roku. Od roku 2010 związany z Teatrem 6. piętro w Warszawie.
Od roku 1991 gospodarz (do roku 1999 z Milanem Kwiatkowskim) wieczorów dyskusyjnych „Scena Verbum” Teatru Nowego i Stowarzyszenia Pisarzy Polskich w Poznaniu, podczas których przeprowadził dotąd siedemdziesiąt jeden publicznych dysput m.in. z Janem Józefem Szczepańskim, o. Wacławem Oszajcą SJ, Zofią Kucówną, Agnieszką Osiecką, Hanną Krall, Andrzejem Szczypiorskim, ks. prof. Józefem Tischnerem, Jackiem Kuroniem, Jackiem Kaczmarskim, Andrzejem Drawiczem, Krystyną Miłobędzką, Andrzejem Falkiewiczem, Jerzym Ficowskim, Sergiejem Awierincewem, Józefem Szajną, Bogusławą Latawiec, Edwardem Balcerzanem, Czesławem Miłoszem, Władysławem Bartoszewskim, Joshuą Sobolem, Markiem Edelmanem, Ernestem Bryllem, Stefanem Bratkowskim, Zbigniewem Zapasiewiczem, Egonem Naganowskim, Mario Vargasem Llosą, Izabellą Cywińską, Erwinem Axerem, Janem Nowakiem-Jeziorańskim, Szewachem Weissem, ks. abp Stanisławem Gądeckim, Michaelem Schudrichem, Krystyną Jandą, ks. prof. Tomaszem Węcławskim, prof. Jackiem Łuczakiem, ks. abp. Henrykiem Muszyńskim, Jánosem Tischlerem, Joanną Szczepkowską, Stefanem Stuligroszem, Ryszardem Perytem, Martą Mészáros i Janem Nowickim, Joanną i Krzysztofem Krauze, ks. prof. Janem Kantym Pytlem, Agnieszką Kuciak, Pawłem Lisickim, Jackiem Kowalskim, Krzysztofem Koehlerem, Michaelem Handelzaltsem, Omri Nitzanem, Manfredem Beilharzem, Julią Hartwig, Ryszardem Krynickim. W roku 2013, nawiązując do tradycji „Sceny Verbum”, rozpoczął w Domu Literatury w Warszawie cykl publicznych debat „Rozmowy przy Krakowskim Przedmieściu” m.in. z Wacławem Oszajcą SJ, Januszem Tazbirem, Krzysztofem Krauzem, Henrykiem Wańkiem i Joanną Bator.

## Organizacje i stowarzyszenia
Członek dawnego Związku Literatów Polskich (1979–1983), od roku 1989 członek Stowarzyszenia Pisarzy Polskich (prezes Oddziału w Poznaniu, członek Zarządu Głównego w Warszawie, od czerwca 2008 roku do czerwca 2017 roku prezes Zarządu Głównego). Członek PEN Clubu (od lutego 2012 członek Zarządu). Sygnatariusz „Paktu dla Kultury” (2011).

## Działalność opozycyjna
Po Sierpniu 1980 publikował w obiegu niezależnym, po 13 grudnia 1981 w obiegu podziemnym. Delegat podziemnych struktur polskiego życia literackiego na ogólnopolskie spotkania w Tyńcu (1985) i Poznaniu (1985), członek Ogólnopolskiej Komisji Krytycznoliterackiej Towarzystwa im. Adama Mickiewicza w Warszawie, w latach 1986–1991 uczestnik poznańskiej literackiej, wolnej gazety mówionej „Struktury III”. Uczestnik na zaproszenie Lecha Wałęsy Forum Kultury (Warszawa 1989).

## Nagrody
Laureat m.in. Nagrody Niezależnych im. 3 Maja (1985), prywatnej nagrody-stypendium Romana Brandstaettera (1987), Nagrody „Pióra” za całokształt twórczości (1989), Nagrody Artystycznej Marszałka Wielkopolski (2001) i Nagrody Kulturalnej Miasta Leszna (2009). Odznaczony brązowym medalem Zasłużony Kulturze „Gloria Artis” (2007) i odznaką „Za Zasługi dla Województwa Wielkopolskiego” (2008).

## Publikacje
Poezja:
- „Na odlot” (Wschowa 1971)
- „Mój surrealizm” (Poznań 1974)
- „Śpiewające rynny” (Warszawa 1977)
- „Może usłyszysz” (Poznań 1977)
- „Wieża ciemności” (Poznań 1986)
- „Papierowy lampion” (Poznań 2000)
- Współautor poetyckiej „antologii pięciu” (inni autorzy: Roman Bąk, Jan Kasper, Andrzej Ogrodowczyk, Tadeusz Żukowski) „Rzeczywiste” (Poznań 2003)

Powieści:
- „Kopiejeczka” (Poznań 1979)[1]
- „Iskra lejdejska” (Poznań 1982)[2]

Eseistyka:
- „Fizjologia słowa” (Bydgoszcz 1979)
- „Głowa Orfeusza” (Warszawa 1984)[3]
- „Miąższ zakazanych owoców” (Bydgoszcz 1985)[4]
- „Szyfr i konwencja” (Poznań 1986)[5]
- Autor antologii dwudziestowiecznej poezji polskiej „Polnische Lyrik aus hundert Jahren” (Hamburg 1997).